# Busan Challenger 2006
Il Busan Challenger 2006, noto come Flea Market Cup Busan Challenger Tennis 2006 per motivi di sponsorizzazione, è stato un torneo di tennis facente parte della categoria ATP Challenger Series nell'ambito delle ATP Challenger Series 2006. Il torneo si è giocato a Busan in Corea del Sud dal 6 al 12 novembre 2006 su campi in cemento.

## Vincitori

### Singolare
Danai Udomchoke ha battuto in finale  Paul Goldstein con il punteggio di 6–2, 6–0

### Doppio
Alexander Peya /  Björn Phau hanno battuto in finale  Sanchai Ratiwatana /  Sonchat Ratiwatana con il punteggio di 6(3)–7, 6–3, [10–6]